# Україн

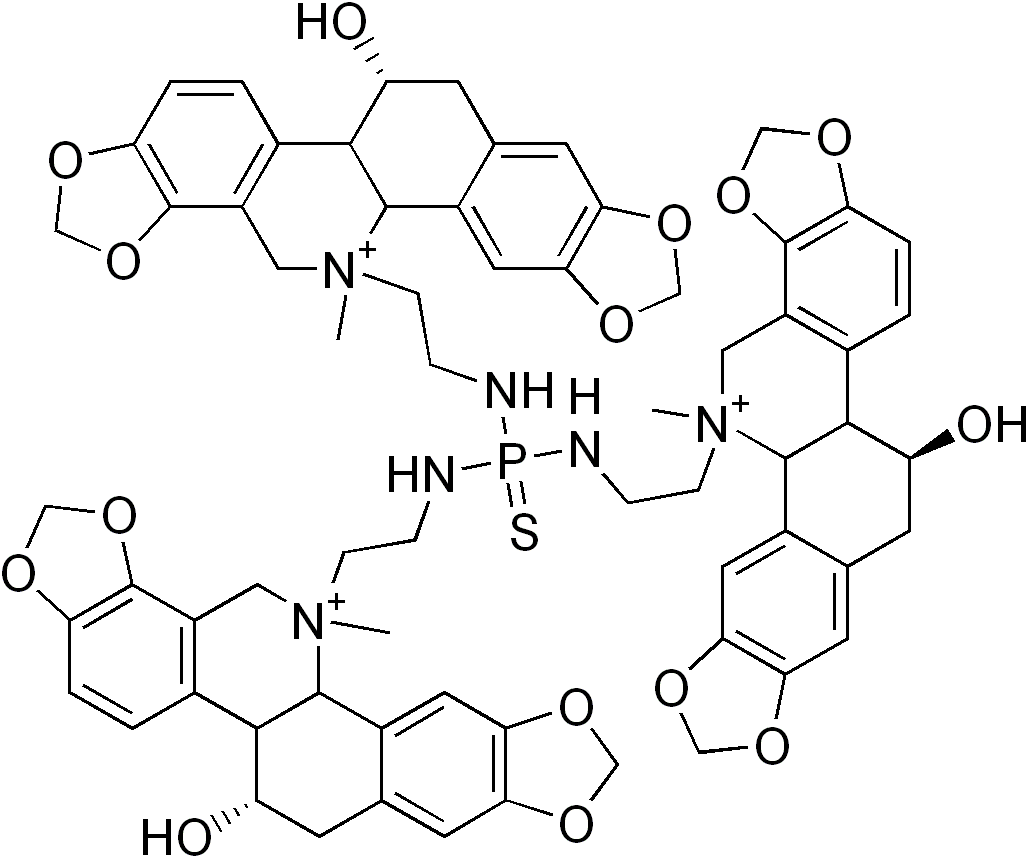
Хімічна структура україну

Украї́н (англ. Ukrain; також відомий як англ. Celandine) — протипухлинний засіб сумнівної ефективності, який виготовляють з екстракту коріння чистотілу (лат. Chelidonium majus), має у складі також тиофосфорну кислоту. Розробив у 1978 році хімік В. Новицький, власник фірми «Nowicky Pharma». Заборонений у Німеччині.

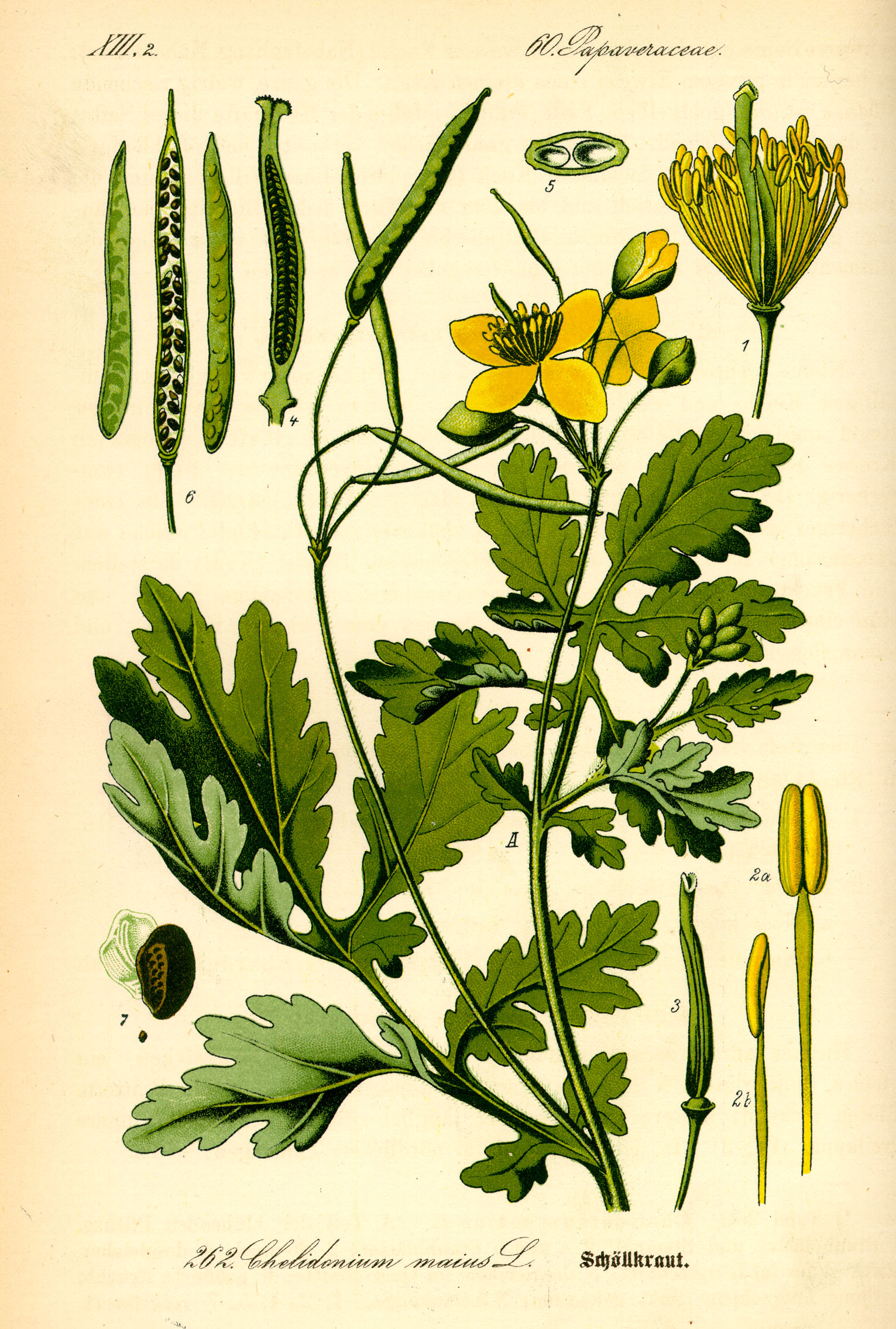
Чистотіл

В Україні як лікарський засіб зареєстрований у 1998 році. У 2009 році, при перереєстрації лікарського засобу, заявнику зробили ряд зауважень до реєстраційних матеріалів, на які він не дав відповідних відомостей.
У 2011 році Науково-експертна рада Державного експертного центру МОЗ України рекомендувала призупинити дію реєстраційного посвідчення лікарського засобу «Україн». Виробник оскаржував рішення в суді, у задоволенні позову відмовлено.
У 2012 році австрійська поліція заарештувала Василя Новицького. Розробника препарату звинуватили в шахрайстві й торгівлі наркотичними засобами.